# Psammotettix salsuginosus
Psammotettix salsuginosus är en insektsart som beskrevs av Logvinenko 1961. Psammotettix salsuginosus ingår i släktet Psammotettix och familjen dvärgstritar. Inga underarter finns listade i Catalogue of Life.